# 吳海昕
吳海昕（英語：Sofiee Ng Hoi Yan，1989年8月25日—），本名吳凱欣，香港女藝人、演員、節目主持人及模特兒，曾為《2014年度香港小姐》旅遊大使獎，2017年則後改名為吳海昕，現為耀榮文化旗下藝人。

## 簡介
吳海昕有一名胞兄，從小與家人同住大埔運頭塘邨，畢業於保良局田家炳小學下午校（現保良局田家炳千禧小學）、聖公會莫壽增會督中學、中華聖潔會靈風中學及香港樹仁大學（英國語言文學系）。她加入娛樂圈前曾為四年國泰航空空中服務員，後於《2014年度香港小姐競選》中獲得旅遊大使獎；參選港姐期間一直獲認定為冠軍大熱，傳媒亦提及決賽當晩她受到鄭裕玲、陳百祥、王祖藍、崔建邦和曾志偉五位司儀青睞，但結果三甲不入而只當選為旅遊大使，履行職責出席無綫電視多個慈善活動。
2015年卸任後，花了一年時間到紐約電影學院修讀電影表演文憑課程，並開始參與電視劇（尤其是港台電視及香港電視娛樂）、舞台劇、音樂錄像等各項演出。她曾於媒體訪問裡表示因看到黃修平執導的電影《狂舞派》，覺得主角顏卓靈十分迷人且吸引，故此立志加入電影圈；早期較多參演港台節目，包括《醫生與你》、《獅子山下》、《申訴II》、《忘憂理髮店》等。2017年，拍攝ViuTV 劇集《賤民20》 以及《瑪嘉烈與大衛系列 前度 (特別篇)》。同年，由於希望有個新開始，加上自己篤信風水命理，所以就改名「吳海昕」（意取太陽從海上升起）。2019年憑《教束》Yoyo 一角，開始為人認識。
2020年，她在羅嘉駿執導的ViuTV 劇集《二月廿九》內飾演「張麗紗（Yeesa）」一角，表現受到觀眾注目。 而根據吳海昕、羅嘉駿於有關直播中口述，羅嘉駿於撰寫《二月廿九》的劇本時，已預定由吳海昕出演此角。憑藉《二月廿九》的成功，吳海昕於2022年多次以主角或單元主角形式，接連出演《940920》(二月廿九續集)、《I Swim》、《失衡凶間》等劇集或電影。

## 演出作品

### 電影
| 首映   | 電影名                       | 角色      |
| 2014年 | Delete愛人                   | 公司職員  |
| 2015年 | 五個小孩的校長               | Miss Wong |
| 2017年 | 毒。誡                       | 少女可柔  |
| 2018年 | 網戰（無綫電視電影）         | 司徒若曦  |
| 2018年 | 15日女孩（佳麗寶凱婷微電影） | 女主角    |
| 2019年 | 熱唱吧（澳門電影）           | 黃 希     |
| 2020年 | 戀愛廣場                     | Marilyn   |
| 2021年 | 拆彈專家2                    | 被綁女子  |
| 2021年 | 二次人生                     | 張芷玲    |
| 2022年 | 失衡凶間                     | 李玥芷    |

### 電視劇
| 首播            | 劇名                            | 角色                                   |
| 港台電視31、31A |                                 |                                        |
| 2016年          | 獅子山下2016                    | Tama                                   |
| 2017年          | 申訴II                          | 吳祖瑩（Joey）                         |
| 2017年          | 忘憂理髮店                      | 前幼稚園老師（單元：《重頭嚟過》）     |
| 2018年          | 那些年 那些歌 II（關淑怡篇）    | 琪                                     |
| 2018年          | 手語隨想曲6                     | 妻 子（單元：《聾虎羣英》）            |
| 2018年          | 火速救兵IV                      | 郭蕊喬（單元：《兄弟》）               |
| 2019年          | 義想天開                        | 嘉 嘉（單元：《最好的尚未來臨》）      |
| 2019年          | 快樂從心開始2                   | Karen（單元：《矛盾只因深愛着》）      |
| 2021年          | 新導演放映室2021                | 楚 悠（單元：《無名屍》）              |
| 2021年          | 格外樓神                        | 方碧儀（Jackie）（單元：《見招拆招》） |
| 2023年          | 不再盤旋只因你                  | Sophie                                 |
| ViuTV           |                                 |                                        |
| 2017年          | 賤民20                          | Y                                      |
| 2017年          | 瑪嘉烈與大衛系列 前度（特別篇） | Sofiee（第2集）                        |
| 2018年          | 暗算天機                        | 貝嘉文                                 |
| 2019年          | 婚內情                          | Jan（第31集）                          |
| 2019年          | 教束                            | 李韻瑤（Yoyo）                         |
| 2019年          | Reboot                          | Dr Man                                 |
| 2019年          | 理想國                          | Rachel（單元：《愛的替身》）           |
| 2019年          | 黑市                            | 葉小姐（Elsie）（單元：《電梯》）      |
| 2020年          | 二月廿九                        | 張麗紗（Yeesa）                        |
| 2022年          | 940920                          | 張麗紗（Yeesa）                        |
| 2022年          | I SWIM                          | 翁學千 (Miss Yung)                     |

### 舞台劇
| 首演   | 劇名           | 角色                      |
| 2015年 | 再見十二浦     | 桂 姐                     |
| 2022年 | 二人餐         | 吳海昕 (角色無可查證名字) |
| 2023年 | LAUGH VACATION | 蘇同學／姪女／新娘／囡囡  |

### 電視節目
| 年份     | 節目名               | 性質     |
| 無綫電視 |                      |          |
| 2014年   | 2014年度香港小姐競選 | 十強佳麗 |

### 短片
| 年份   | 短片名                        | 角色   |
| 2011年 | 至少在夢裏                    | 林沐恩 |
| 2014年 | 《跨時》That Bright Afternoon | 母     |

### 主持節目
| 首播            | 節目名   | 備註 |
| 港台電視31、31A |          |      |
| 2016年          | 天人合一 | 主持 |
| 2017年          | 醫生與你 | 主持 |

### 音樂錄像
| 年份   | 歌名                         | 歌手           |
| 2016年 | 驚                           | 鄭俊弘         |
| 2016年 | 兵兵                         | 張智霖、吳業坤 |
| 2017年 | 難得一遇                     | 林奕匡         |
| 2017年 | 愛不曾遺忘任何人             | 王菀之         |
| 2017年 | 人在野                       | 布志綸         |
| 2017年 | 你帶著我的青春離去           | JW王灝兒       |
| 2018年 | 經得起變化                   | 布志綸         |
| 2018年 | 爛片王                       | 張子丰         |
| 2019年 | 愛的故事沒有下集             | 孫耀威         |
| 2019年 | 失戀的人站起來               | 林欣彤         |
| 2020年 | 喘一口氣                     | 布志綸         |
| 2020年 | 時光倒流一句話               | 林家謙         |
| 2024年 | B出口 （页面存档备份，存于） | 郭嘉駿         |

### 廣告
| 年份   | 內容                                                                             |
| 2018年 | 佳麗寶凱婷（香港）「KATE Tokyo × Sofiee Ng：深玫絲絨眼影盒 - 永恆瑰麗 一盒綻放」 |
| 2019年 | Jc Beauty 單次收費美容中心（代言人）                                             |
| 2020年 | 念妍方「二月廿九 平行時空的我們 - 黑糖四物膏」                                   |
| 2020年 | Bioderma（香港）「【尊重妳所有】BIODERMA 25週年 女生百樣選擇 - 深層卸妝潔膚水」  |
| 2020年 | Bioderma（香港）「【零妝·無髒】BIODERMA 25週年 尊重皮膚本質 - 深層卸妝潔膚水」   |
| 2020年 | Dermes「無瑕跨感官極緻 - 激光脫毛」                                              |
| 2021年 | 寶礦力水特（香港）「Water You Up - 輕口味 ion water」                            |
| 2022年 | 寶礦力水特（香港）「40周年特約：女友當自強劇場」                                 |
| 2022年 | AIO（香港）「注水平衡精華」                                                      |
| 2022年 | 譚仔三哥米線「譚仔三哥呈獻：香麻辛辣 陪你百感交集 魏浚笙×吳海昕×鄭中基」         |

## 外部連結
- Sofiee Ng 吳海昕的Facebook專頁
- 吳海昕的Instagram帳戶
- YouTube上的吳海昕頻道
- 吳海昕的新浪微博